# Riccardo Tana
Riccardo Tana (Lecce, 1º febbraio 1903 – ...) è stato un calciatore italiano, di ruolo attaccante.

## Carriera
Nella stagione 1922-1923 ha segnato 3 gol in 8 presenze con la maglia dello Sporting Club Lecce nel campionato di Prima Divisione, la massima serie dell'epoca. Nella stagione 1927-1928 ha invece messo a segno 7 reti in 9 presenze nel campionato di Seconda Divisione; a fine anno la squadra salentina venne ammessa nel campionato di Prima Divisione, nel frattempo declassato al secondo livello del calcio italiano. In questo campionato Tana mise a segno 2 reti (entrambe nei derby contro il Taranto) in 5 presenze, contribuendo così alla promozione dei giallorossi nel nascente campionato di Serie B. In serie cadetta nella stagione 1929-1930 Tana giocò 7 partite, segnando anche una rete in una partita vinta in casa per 2-1 contro il Prato.